# Tatsuru Mukojima
Tatsuru Mukojima (jap. 向島 建 Mukojima Tatsuru; ur. 9 stycznia 1966) – japoński piłkarz występujący na pozycji napastnika.

## Kariera klubowa
Od 1988 do 2001 roku występował w klubach Toshiba, Shimizu S-Pulse i Kawasaki Frontale.